# (3069) Heyrovský
(3069) Heyrovský (1982 UG2; 1953 TH2; 1975 WN1; 1978 NJ2; 1978 PO) ist ein ungefähr fünf Kilometer großer Asteroid des inneren Hauptgürtels, der am 16. Oktober 1982 von der tschechischen (damals: Tschechoslowakei) Astronomin Zdeňka Vávrová am Kleť-Observatorium auf dem Kleť in der Nähe von Český Krumlov in der Tschechischen Republik (IAU-Code 046) entdeckt wurde. Er gehört zur Hertha-Familie, einer Gruppe von Asteroiden, die nach (135) Hertha benannt ist.

## Benennung
(3069) Heyrovský wurde nach dem böhmisch-tschechoslowakischen Physikochemiker Jaroslav Heyrovský (1890–1967) benannt, der den Nobelpreis für Chemie 1959 erhalten hatte.